# Węgliniec
Węgliniec est une ville polonaise située dans le powiat de Zgorzelec de la voïvodie de Basse-Silésie.

## Histoire
De 1816 à 1945, Kohlfurt fait partie de l'arrondissement de Görlitz dans le district de Liegnitz au sein de la province de Silésie.